# Trận chung kết Giải vô địch bóng đá thế giới 1970
Trận chung kết giải vô địch bóng đá thế giới 1970 là trận đấu bóng đá diễn ra ngày 21 tháng 6 năm 1970 tại sân vận động Azteca ở Thành phố México giữa hai đội là Ý và Brasil để xác định nhà vô địch của Giải vô địch bóng đá thế giới 1970. Sau 90 phút đá chính, đội Brasil đã thắng Ý với tỉ số 4–1, sau khi hòa nhau 1–1 trong 45 phút đầu tiên. Đây là lần thứ ba đội tuyển Brasil giành được chức vô địch của giải bóng đá lớn nhất hành tinh, sau hai lần vào năm 1958, 1962 và với lần thứ ba này, Brasil đã sở hữu vĩnh viễn chiếc cúp vàng Jules Rimet.

## Chi tiết
| Brasil                                                     | 4–1      | Ý              |
| ---------------------------------------------------------- | -------- | -------------- |
| Pelé 18' · Gérson 66' · Jairzinho 71' · Carlos Alberto 86' | Chi tiết | Boninsegna 37' |

| Brasil | Ý |

| GK                      | 1  | Félix              |          |
| DF                      | 4  | Carlos Alberto (c) |          |
| DF                      | 2  | Brito              |          |
| DF                      | 3  | Piazza             |          |
| DF                      | 16 | Everaldo           |          |
| MF                      | 5  | Clodoaldo          |          |
| MF                      | 8  | Gérson             |          |
| FW                      | 7  | Jairzinho          |          |
| FW                      | 9  | Tostão             |          |
| FW                      | 10 | Pelé               |          |
| FW                      | 11 | Rivelino           | Thẻ vàng |
| Huấn luyện viên trưởng: |    |                    |          |
| Mário Zagallo           |    |                    |          |

| GK                      | 1  | Enrico Albertosi       |          |     |
| DF                      | 2  | Tarcisio Burgnich      | Thẻ vàng |     |
| DF                      | 5  | Pierluigi Cera         |          |     |
| DF                      | 8  | Roberto Rosato         |          |     |
| DF                      | 3  | Giacinto Facchetti (c) |          |     |
| MF                      | 10 | Mario Bertini          |          | 75' |
| MF                      | 13 | Angelo Domenghini      |          |     |
| MF                      | 16 | Giancarlo De Sisti     |          |     |
| FW                      | 15 | Sandro Mazzola         |          |     |
| FW                      | 11 | Luigi Riva             |          |     |
| FW                      | 20 | Roberto Boninsegna     |          | 84' |
| Vào thay người:         |    |                        |          |     |
| MF                      | 18 | Antonio Juliano        |          | 75' |
| MF                      | 14 | Gianni Rivera          |          | 84' |
| Huấn luyện viên trưởng: |    |                        |          |     |
| Ferruccio Valcareggi    |    |                        |          |     |